# 李畅
李畅（8世纪？—840年），唐朝公主，是中国唐朝第十代皇帝唐顺宗李诵长女。她的生母庄宪皇后王氏。
生年不详，当在775年之后。大历十四年（779年），祖父唐德宗继位，十二月，父亲李诵被立为皇太子。她应该是在此后，初封德阳郡主，嫁给了郭鏦。郭鏦是唐代宗女昇平公主与郭暧的第三子。郭鏦的妹妹郭氏亦是李畅同母兄弟李纯的王妃。李畅回宫见到祖父唐德宗，涕泗流涟。唐德宗以为她受了委屈，李畅说只是因离别而难过。唐德宗对太子李诵说：“真是你的孩子啊。”父亲继位后的永贞元年（805年），进封她为汉阳公主。李畅为人节俭，侄孙唐文宗非常赞赏她。开成五年（840年），汉阳公主李畅去世。